# George Gallo
George Gallo Jr. (nacido el 20 de marzo de 1956) es un guionista, director de cine, productor, pintor y músico estadounidense.
Es conocido por escribir Huida a medianoche y 29th Street, y es un consumado pintor al estilo de los impresionistas de Pensilvania. En 1990, ganó el codiciado premio Arts for the Parks y ha realizado tres exposiciones individuales en la ciudad de Nueva York.
En 2010, Gallo escribió y dirigió la película La red sexual, protagonizada por Luke Wilson.

## Filmografía
| Año  | Título                              | Director | Escritor | Productor | Notas               |
| ---- | ----------------------------------- | -------- | -------- | --------- | ------------------- |
| 1986 | Wise Guys                           |          | Sí       |           |                     |
| 1988 | Huida a medianoche                  |          | Sí       |           |                     |
| 1991 | 29th Street                         | Sí       | Sí       |           | Debut como director |
| 1994 | Atrapados en el paraíso             | Sí       | Sí       | Sí        |                     |
| 1995 | Bad Boys                            |          | Historia |           |                     |
| 2001 | Menudo bocazas                      | Sí       | Sí       |           |                     |
| 2001 | See Spot Run                        |          | Sí       |           |                     |
| 2003 | DysFunktional Family                | Sí       |          |           | Documental          |
| 2004 | The Whole Ten Yards                 |          | Sí       |           |                     |
| 2006 | Local Color                         | Sí       | Sí       | Sí        |                     |
| 2007 | Code Name: The Cleaner              |          | Sí       |           |                     |
| 2008 | My Mom's New Boyfriend              | Sí       | Sí       |           |                     |
| 2009 | La red sexual                       | Sí       | Sí       |           |                     |
| 2012 | Columbus Circle                     | Sí       | Sí       |           |                     |
| 2018 | Bigger                              | Sí       | Sí       |           |                     |
| 2019 | David A. Leffel: An American Master | Sí       |          |           | Documental          |
| 2019 | The Poison Rose                     | Sí       |          |           |                     |
| 2020 | The Comeback Trail                  | Sí       | Sí       |           |                     |
| 2021 | Vanquish                            | Sí       | Sí       |           |                     |
| 2023 | The Ritual Killer                   | Sí       |          |           |                     |
| TBA  | The Legitimate Wise Guy             | Sí       |          |           |                     |
| TBA  | Ponzi for Idiots                    | Sí       |          |           |                     |
| TBA  | Covet                               | Sí       |          |           |                     |

### Solo productor
| Año  | Título                                       | Productor | Notes                   |
| ---- | -------------------------------------------- | --------- | ----------------------- |
| 1994 | Another Midnight Run                         | Ejecutivo | Películas de televisión |
| 1994 | Midnight Runaround                           | Ejecutivo | Películas de televisión |
| 2004 | Most High                                    | Ejecutivo |                         |
| 2006 | Waiting on Fountain                          | Ejecutivo | Cortometraje            |
| 2008 | Senior Skip Day                              | Ejecutivo | Directo a video         |
| 2011 | Estranged                                    |           | Cortometrajes           |
| 2012 | Victoria's Turn                              | Ejecutivo | Cortometrajes           |
| 2018 | Persephone: Pictures at the End of the World | Ejecutivo |                         |

### Otros trabajos
| Año  | Título                     | Acreditado como         | Notes                  |
| ---- | -------------------------- | ----------------------- | ---------------------- |
| 1989 | The Cover Girl and the Cop | Papel: I.A. Officer     | Película de televisión |
| 1989 | Relentless                 | Papel: Medical Examiner |                        |
| 1999 | Analyze This               | Revisión del guion      | Sin acreditar          |